# Erich Weishaupt
Erich Weishaupt (ur. 16 maja 1952 w Kaufbeuren) – niemiecki hokeista grający na pozycji bramkarza, reprezentant kraju, olimpijczyk.

## Kariera
Erich Weishaupt karierę sportową rozpoczął w juniorach ESV Kaufbeuren, z którymi zdobył mistrzostwo Niemiec juniorów. W 1970 roku przeszedł do profesjonalnej drużyny klubu. W sezonie 1972/1973 zajmując przedostatnie 10. miejsce w Bundeslidze spadł do 2. Bundesligi, w której w sezonie 1973/1974 wrócił do Bundesligi, jednak po zajęciu ostatniego 10. miejsca w sezonie 1974/1975 spadł do 2. Bundesligi, po czym odszedł z klubu.
Następnie w latach 1975–1978 reprezentował barwy BSC Berlin, z którym w sezonie 1975/1976 zdobył mistrzostwo Niemiec, a w sezonie 1977/1978 wicemistrzostwo Niemiec.
Weishaupt po sezonie 1977/1978 został zawodnikiem Mannheimera ERC, co wywołało poruszenie, gdyż transfer odbył się po upłynięciu oficjalnego terminu z powodu wewnętrznych kłótni między BSC Berlin a Eissport Berlin KG i Eishockey Berlin KG, w związku z czym DEB (Niemiecki Związek Hokeja na Lodzie) anulował wszystkie zdobyte do 8 listopada 1978 roku punkty Mannheimera ERC. Mannheimer ERC i SB Rosenheim, który miał podobny problem z innym zawodnikiem, dostały nakaz odwołania wszystkich swoich meczów ligowych, jednak oba kluby ostatecznie wygrały sprawę przed sądem.
Z Mannheimerem ERC odnosił największe sukcesy w karierze sportowej: mistrzostwo Niemiec (1980), dwukrotne wicemistrzostwo Niemiec (1982, 1983) oraz 3. miejsce w Bundeslidze (1981), ponadto w sezonie 1978/1979 został wybrany Hokeistą Roku w Bundeslidze. Po sezonie 1982/1983 odszedł z klubu.
Następnie w latach 1983–1986 reprezentował barwy Düsseldorfer EG, z którym w sezonie 1985/1986 zdobył wicemistrzostwo Niemiec.
W sezonie 1986/1987 reprezentował barwy występującego w rozgrywkach 2. Bundesligi EA Kempten, po czym zakończył karierę sportową.
Łącznie w Bundeslidze rozegrał 606 meczów, w których spędził 100 minut na ławce kar.

## Kariera reprezentacyjna
Erich Weishaupt w latach 1974–1986 w reprezentacji RFN rozegrał 108 meczów, w których spędził 14 minuty na ławce kar. Uczestniczył na turnieju olimpijskim 1976 w Innsbrucku, w którym z reprezentacją RFN pod wodzą selekcjonera Xavera Unsinna zdobył pierwszy od 44 lat medal olimpijski – brązowy medal. W październiku tego samego roku za ten sukces wraz z innymi kolegami z reprezentacji RFN otrzymał z rąk ówczesnego kanclerza Niemiec, Helmuta Schmidta Srebrny Liść Laurowy.
Ponadto 6-krotnie uczestniczył w mistrzostwach świata (1974, 1975 – awans do Grupy A, 1976, 1978, 1979, 1983, 1986).

## Sukcesy

### Zawodnicze
ESV Kaufbeuren
- Mistrzostwo Niemiec juniorów
- Awans do Bundesligi: 1974

BSC Berlin
- Mistrzostwo Niemiec: 1976
- Wicemistrzostwo Niemiec: 1978

Mannheimer ERC
- Mistrzostwo Niemiec: 1980
- Wicemistrzostwo Niemiec: 1982, 1983
- 3. miejsce w Bundeslidze: 1981

Düsseldorfer EG
- Wicemistrzostwo Niemiec: 1986

Reprezentacja RFN
- Awans do Grupy A mistrzostw świata: 1975
- Brązowy medal zimowych igrzysk olimpijskich: 1976

### Indywidualne
- Hokeista Roku w Bundeslidze: 1979
- Członek Galerii Sław Niemieckiego Hokeja na Lodzie

### Odznaczenia
- Srebrny Liść Laurowy: 1976

## Po zakończeniu kariery
Erich Weishaupt po zakończeniu kariery sportowej został technikiem dentystycznym.